# Antonio Rada
Antonio Rada   (Sabanalarga, 13 de juny de 1937 - Barranquilla, 1 de juny de 2014) fou un futbolista colombià de la dècada de 1960.
Fou 4 cops internacional amb la selecció de futbol de Colòmbia amb la qual participà a la Copa del Món de Futbol de 1962.
Pel que fa a clubs, defensà els colors de Deportivo Pereira i Atlético Junior.